# Adarnassé Ier d'Artanoudji
Pour les articles homonymes, voir Adarnassé Ier.
Adarnassé Ier d'Artanoudji est un prince géorgien d'Artanouji du IXe siècle.

## Biographie
Adarnassé Bagration est le fils aîné d'Achot, curopalate d'Ibérie, et de son épouse, une noble géorgienne. À la mort de son père, le 29 janvier 830, il ne peut récupérer le trône de celui-ci et c'est Bagrat, le frère cadet d'Adarnassé, qui est choisi par l'empereur byzantin (l'Ibérie est à l'époque une monarchie élective). Toutefois, ce même Bagrat accorde à Adarnassé les domaines, eux héréditaires, de son père, soit la principauté d'Artanoudji (aujourd'hui Ardanuç, en Turquie). On ne sait presque rien sur lui et les seules sources qui parlent de lui sont les histoires basées sur l'œuvre de Léonti Mroveli, au XIIe siècle.
La date de sa mort n'est pas connue, mais elle est comprise entre 867, date de la mort de son fils  Achot, et 881/889, date de la mort de son second fils, Soumbat, qui est quant à lui prince d'Artanoudji.

## Famille et descendance
De Berylle, fille de Bagrat, prince Scharoéti, morte religieuse sous le nom d'Anastasia, il laisse :
- Gourgen, comte d'Artani, duc de Tao Supérieur et prince d'Ibérie ;
- Achot Cécéla ;
- Soumbat Ier, prince d'Artanoudji ;
- une fille, épouse d'Abas, sparapet d'Arménie, prince de Kars, troisième fils de Smbat VIII Bagratouni.